# 加須インターチェンジ
加須インターチェンジ（かぞインターチェンジ）は、埼玉県加須市北篠崎にある東北自動車道のインターチェンジである。
ETC割引制度における大都市近郊区間の境目である。ここから川口方面は料金が割高になる。

## 道路
- E4 東北自動車道（5番）
- 接続する道路：国道125号

## 料金所
- ブース数：8

### 入口
- ブース数：3
  - ETC専用：1
  - 一般：2

### 出口
- ブース数：5
  - ETC専用：1
  - 一般：4

## インターチェンジ内の関連施設
- 東日本高速道路加須管理事務所

## 周辺
- むさしの村
- 平成国際大学
- 加須げんきプラザ（旧加須青年の家）
- パストラルかぞ
- 加須駅（東武伊勢崎線）
- 花崎駅（東武伊勢崎線）
- 栗橋駅（ＪＲ宇都宮線・東武日光線）
- 加須流通団地
- 加須工業団地
- はなさき水上公園
- 鷲宮神社

## 隣
E4 東北自動車道
(4)久喜IC - (5)加須IC  - (5-1)羽生IC